# East Beckham
East Beckham is een civil parish in het bestuurlijke gebied North Norfolk, in het Engelse graafschap Norfolk met 35 inwoners.